# Григорівка (Миргородський район)
Григорі́вка —  село в Україні, у Комишнянській селищній громаді Миргородського району Полтавської області. Населення становить 10 осіб. До 2020 року орган місцевого самоврядування — Клюшниківська сільська рада.

## Географія
Село Григорівка примикає до села Сохацьке. По селу протікає пересихаючий струмок з загатою.